# 查瑞騰山脈
查瑞腾山脉（Charitum Montes）是位于火星阿耳古瑞区南纬58.4度、西经40.29度处的一群大型山脉，范围横跨是850公里，其名称取自火星古典反照率特征名，查瑞腾山脉的部分地区分布有火星冲沟。 

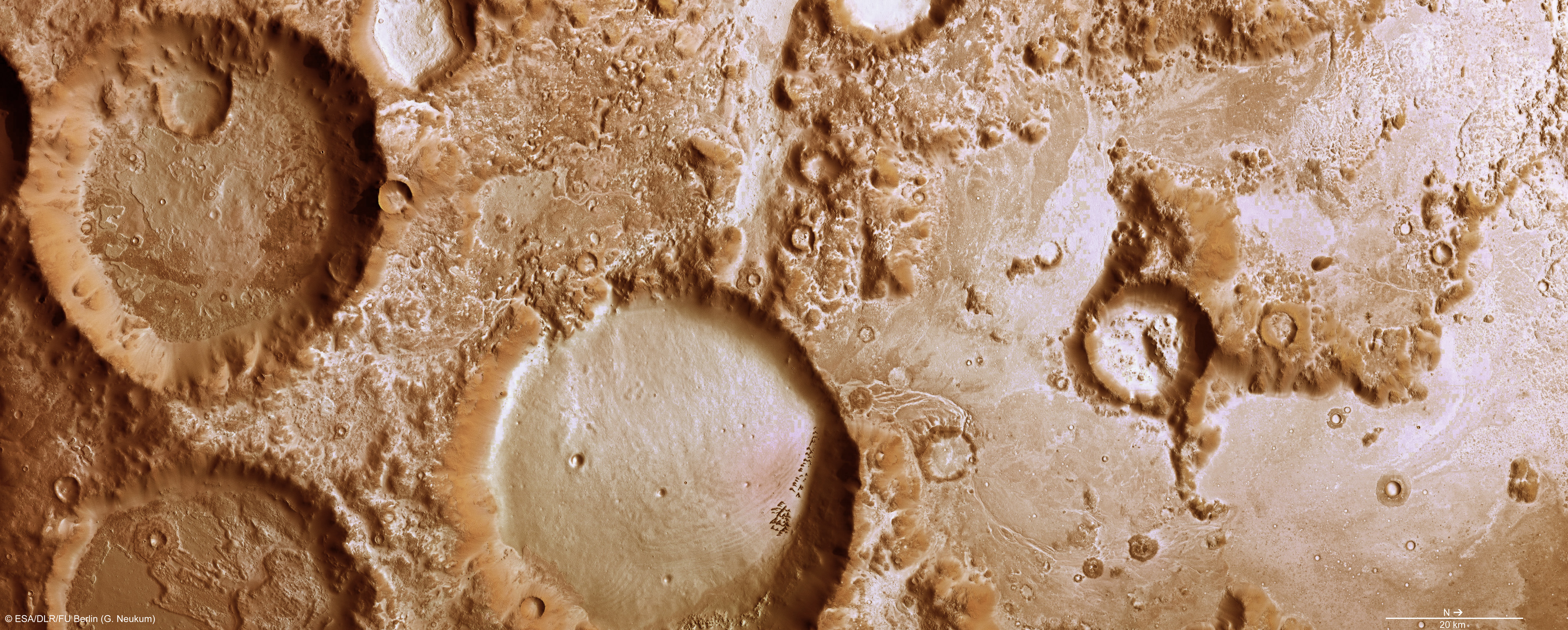
查瑞腾山脉，欧空局火星快车号探测器高分辨率立体相机拍摄的坑洼的冬日仙境

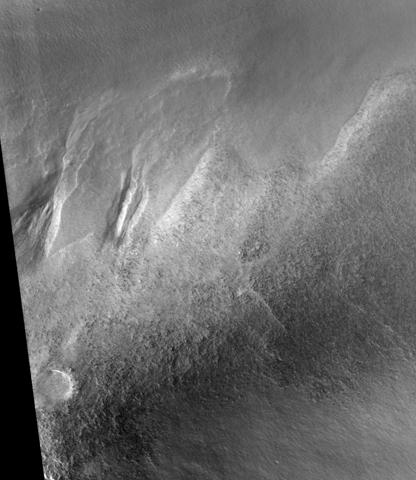
高分辨率成像科学设备显示的查瑞腾山脉冲沟。